# Kaukasische Sprachen
Unter dem Begriff kaukasische Sprachen werden die Sprachen des Kaukasusgebietes zusammengefasst, die dort schon vor der Einwanderung indogermanischer, turkischer und semitischer Bevölkerungsgruppen gesprochen wurden. Es gibt etwa 40 kaukasische Sprachen aus drei Sprachfamilien mit zusammen rund 9 Millionen Sprechern. Die nach Zahl der Sprecher bedeutendste kaukasische Sprache ist Georgisch (rund 4 Millionen Sprecher), gefolgt von Tscherkessisch (zwei gegenseitig verständliche Standard-Schriftsprachen mit gemeinsamer Identität von über 2 Millionen Sprechern, zum größeren Teil in der Türkei und anderen Ländern der Diaspora), von Tschetschenisch (über eine Million Sprecher) und Awarisch (knapp eine Million Sprecher).
Die Lehre von den kaukasischen Sprachen wird als Kaukasistik, Kaukasologie oder Kaukasiologie bezeichnet, ihre Fachvertreter heißen Kaukasologen oder Kaukasiologen.

Ethnolinguistische Gruppen im Kaukasus

## Alternative Bezeichnungen
Alternative Bezeichnungen für die kaukasischen Sprachen sind ibero-kaukasisch, paläokaukasisch oder altkaukasisch; die erstere Bezeichnung erklärt sich aus der griechischen Bezeichnung „Iberer“ für die Bewohner des Südkaukasus, sie ist aber wegen ihres scheinbaren Bezuges zur iberischen Halbinsel missverständlich und heute unüblich.

## Sprachgeschichtlicher Überblick

### Autochthone kaukasische Sprachen
Über die Zuwanderung von Sprechern kaukasischer Sprachen in das Kaukasusgebiet gibt es keine archäologischen und historischen Belege. Sie muss also vor einem sehr langen Zeitraum erfolgt sein, so dass die „autochthonen“ Bevölkerungsgruppen ihre linguistische Identität gegen spätere historisch belegbare Zuwanderer indogermanischer, turkischer und semitischer Herkunft behaupten konnten.

### Ausgestorbene Sprachen des Kaukasus
Einheimische kaukasische Völker werden in vorderasiatischen Quellen seit dem 12. Jh. v. Chr. erwähnt. Inschriftenfunde belegen, dass östlich der damaligen griechischen Hafenstädte am Schwarzen Meer in den proto-georgischen Königreichen Kolchis und Iberia – wohl neben der Frühform kartwelischer Sprachen – als Lingua Franca die aramäische Sprache und die aramäische Schrift verwendet wurde. Weiter südlich mit Zentrum um den Van-See und mit südlicher Ausdehnung bis Nordsyrien befand sich von ca. 1270 bis 612 v. Chr. das Reich Urartu. In diesem wurde das mit dem Hurritischen verwandte Urartäische gesprochen, die meisten urartäischen Texte sind in einer Variante der mesopotamischen Keilschrift überliefert.

### Die Sprachenvielfalt des Kaukasus
Der Kaukasus war bereits im Altertum für seine Sprachen- und Völkervielfalt bekannt (Belege bei Herodot, Strabo, Plinius u. a.). Die Angaben schwanken zwischen 70 und 360 Sprachen und Dialekten. Als Ursache für die Vielfalt auf engstem Raum ist sicherlich die starke Zerklüftung des Kaukasusgebiets in viele kleine, schwer zugängliche Täler mit bis über 5000 m hohen Gipfeln (Elbrus) verantwortlich, in die sich die verschiedensten Gruppen zurückziehen konnten und so ihre angestammten Sprachen behielten. Darüber hinaus trug die geografische Situation zur Abspaltung von Dialekten bei, aus denen sich nach einiger Zeit – begünstigt durch erschwerte Kommunikation – selbstständige Sprachen entwickelten.

### Heutige sprachliche Situation des Kaukasus
Der Kaukasus gehörte bis zum Jahre 1991 ganz zur Sowjetunion und nach deren Zerfall zu den Staaten Russland, Georgien, Armenien und Aserbaidschan. Außer den eigentlichen kaukasischen werden heute im Kaukasusgebiet Sprachen aus drei Sprachfamilien gesprochen: dem Indogermanischen, Turkischen und Semitischen.
Das Indogermanische ist mit dem Armenischen, den iranischen Sprachen Ossetisch, Kurdisch (Kurmandschi), Zazaisch, Tatisch und Talyschisch, den slawischen Sprachen Russisch und Ukrainisch und dem Griechischen vertreten. Die Turksprachen im Kaukasusgebiet sind Aserbaidschanisch, Kumykisch, Karatschai-Balkarisch, Nogaisch und die Sprache Urum (siehe Volk der Urum). Die einzigen semitischen Sprachen sind das neuostaramäische Aisor (Assyrisch-Neuaramäisch) und das neuostaramäische Bohtan-Neuaramäisch, die von etwa 13.000 Menschen in Georgien und Armenien gesprochen werden.
Übrig bleiben die rund 40 autochthonen kaukasischen Sprachen mit zusammen fast 9 Mio. Sprechern, um die es in diesem Artikel ausschließlich geht. Diese Sprachen zerfallen in über hundert Dialekte, wobei die Dialekte mancher kaukasischer Sprachen kaum wechselseitig verständlich sind, obwohl nur einige Kilometer Luftlinie zwischen ihren zu Lande schwer erreichbaren Dörfern liegen. Die antiken Schätzungen mit 300 Sprachen, die zunächst übertrieben erscheinen, könnten also doch nahe an der Wahrheit gelegen haben.

## Klassifikation der kaukasischen Sprachen

Hauptverbreitungsgebiete der südkaukasischen oder kartwelischen Sprachen

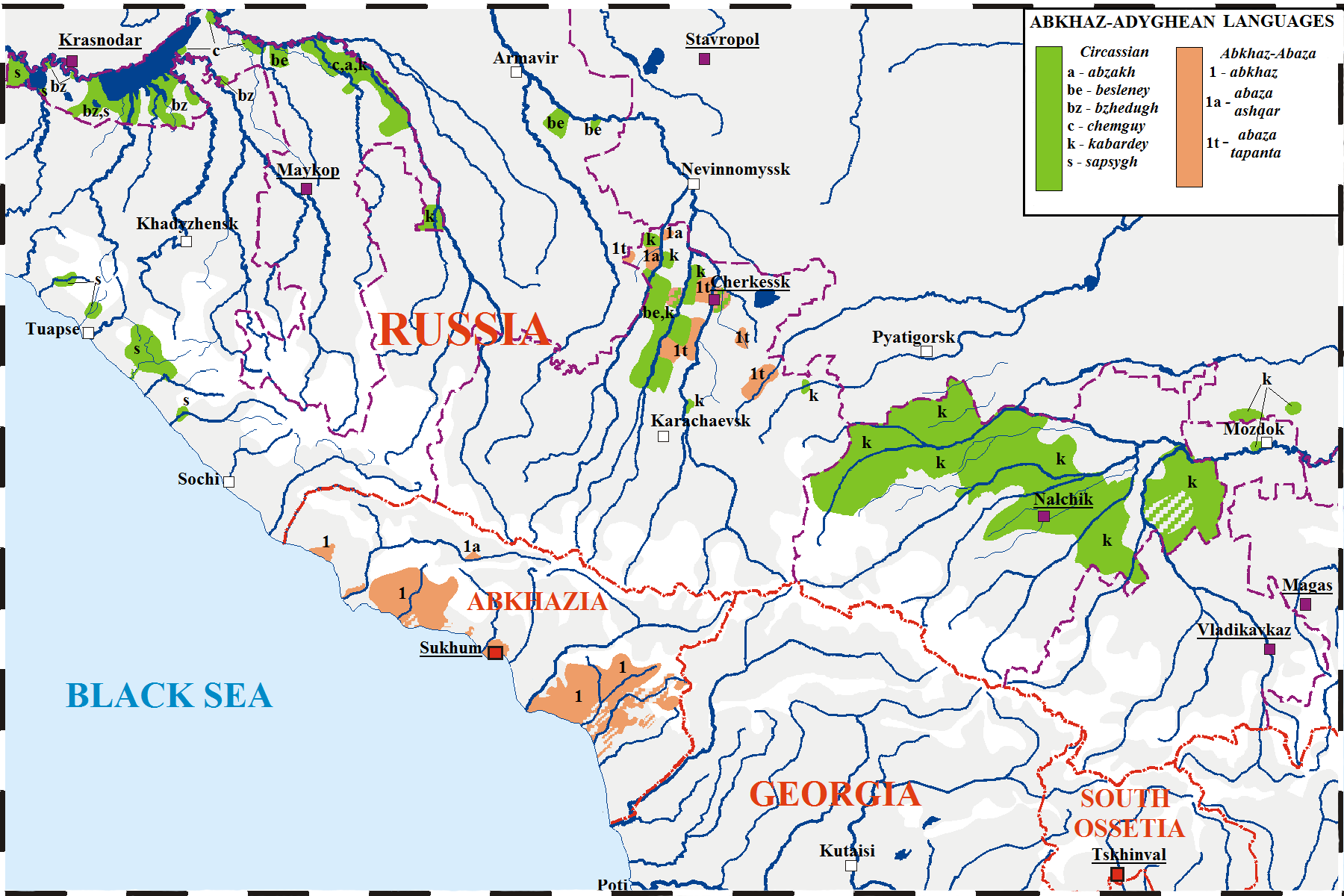
Heutige Hauptverbreitungsgebiete der nordwestkaukasischen oder abchasisch-adygischen Sprachen in Kaukasien.

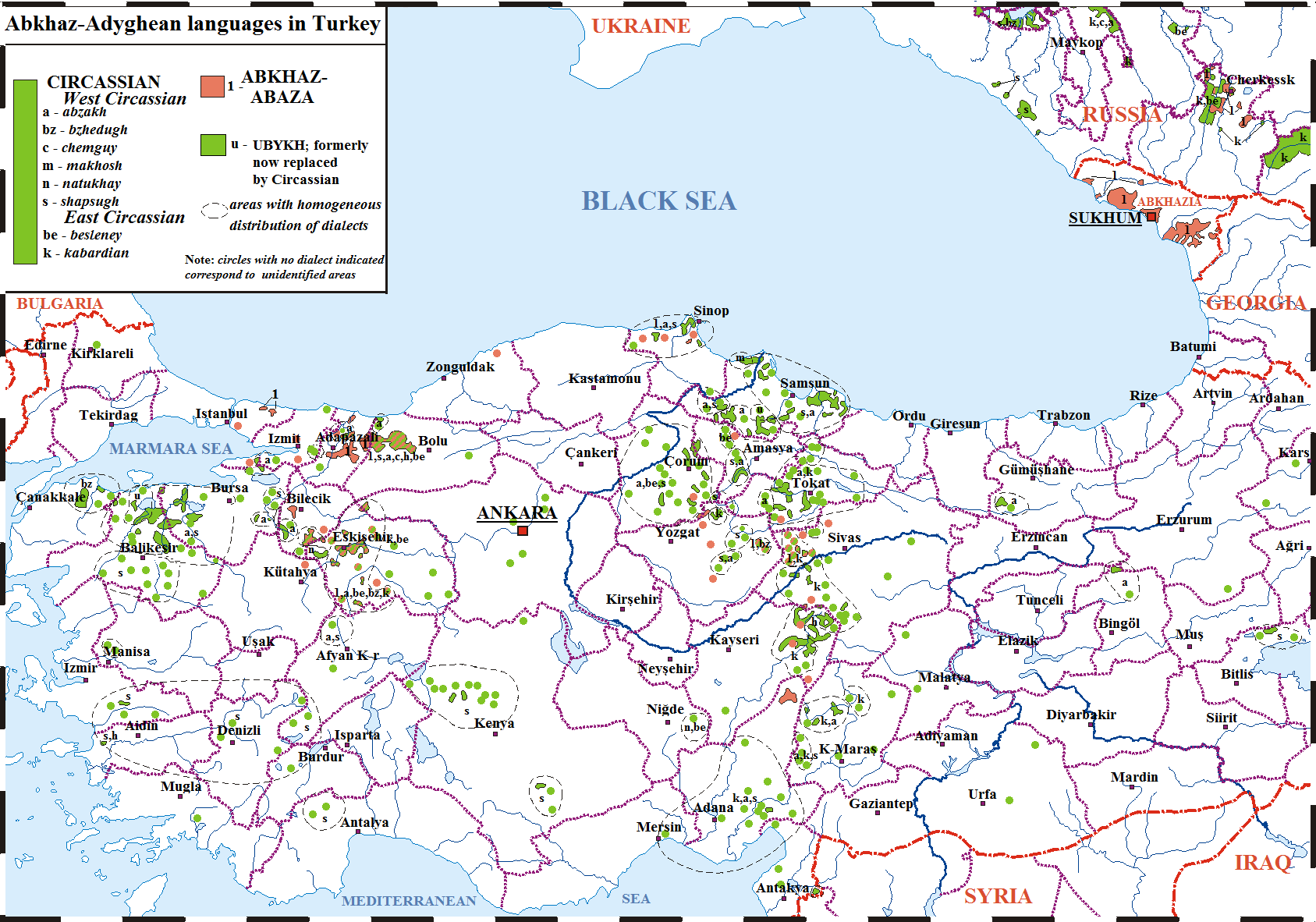
Im 19. Jahrhundert flüchteten die meisten Sprecher abchasisch-adygischer Sprachen ins Osmanische Reich, in dessen Nachfolgestaaten sie bis heute leben. Hier die Verbreitungsgebiete der größten Diaspora-Gruppe in der Türkei.

Hauptverbreitungsgebiete nordostkaukasischer oder nachisch-dagestanischer Sprachen in Kaukasien. Eine Minderheit lebt ebenfalls in Nachfolgestaaten des Osmanischen Reiches.

Es ist nach heutigem Forschungsstand äußerst unwahrscheinlich, dass die kaukasischen Sprachen eine genetische Einheit (eine Sprachfamilie) bilden. Die Mehrheit der Forscher geht heute von drei unabhängigen genetischen Einheiten oder kaukasischen Sprachfamilien aus, die wie folgt bezeichnet werden:
- Kartwelisch oder Südkaukasisch
- Abchasisch-Adygisch oder Nordwestkaukasisch
- Nachisch-Dagestanisch oder Nordostkaukasisch

Die südkaukasischen Sprachen werden südlich, die nordwest- und nordostkaukasischen Sprachen hauptsächlich nördlich des von Nordwest nach Südost verlaufenden Kaukasus-Hauptkamms gesprochen.
Manche Forscher fassen das Nordwest- und Nordostkaukasische zu einer genetischen Einheit „Nordkaukasisch“ zusammen. Die früher oft vertretene Hypothese einer Einheit aller kaukasischen Sprachen findet heute kaum noch Anhänger. Einige Wissenschaftler halten neuerdings sogar die Einheit der nordostkaukasischen Sprachen für fraglich und teilen sie in eine nachische und dagestanische Familie auf. Es folgt die Klassifikation der kaukasischen Sprachen nach dem aktuellen Forschungsstand in den drei Sprachfamilien Südkaukasisch, Nordwestkaukasisch und Nordostkaukasisch.

### Die südkaukasischen oder kartwelischen Sprachen
- Südkaukasisch (Kartwelisch)
  - Swanisch (35.000)
  - Georgisch (4 Mio.)
  - Sanisch
    - Lasisch (35.000)
    - Mingrelisch (500.000)

### Die nordwestkaukasischen oder abchasisch-adygischen Sprachen
- Nordwestkaukasisch (Abchasisch-Adygisch)
  - Abchasisch-Abasinisch
    - Abchasisch (105.000)
    - Abasinisch (45.000)

  - Tscherkessisch-Ubychisch
    - Tscherkessisch
      - Kabardinisch (Ost-Tscherkessisch) (650.000)
      - Adygeisch (West-Tscherkessisch) (300.000)

    - Ubychisch
      - Ubychisch †

### Die nordostkaukasischen oder nachisch-dagestanischen Sprachen
- Nordostkaukasisch (Nachisch-Dagestanisch)
  - Nachisch
    - Vejnachisch
      - Tschetschenisch (1 Mio.)
      - Inguschisch (230.000)

    - Batsisch
      - Batsisch (3.000)

  - Dagestanisch
    - Awarisch-Andisch-Didoisch
      - Awarisch
        - Awarisch (600.000)

      - Andisch
        - Achwachisch (5.000)
        - Andisch (10.000)
        - Bagwalalisch (6.000)
        - Botlichisch (1.000)
        - Godoberisch (3.000)
        - Karatinisch (6.000)
        - Tindisch (5.000)
        - Tschamalalisch (6.000)

      - Didoisch
        - Beschtinisch (3.000)
        - Chwarschinisch (2.000)
        - Hinuchisch (200)
        - Hunsibisch (2.000)
        - Tsesisch (Didoisch) (15.000)

    - Lakisch-Darginisch
      - Darginisch (370.000)
      - Lakisch (110.000)

    - Lesgisch
      - Samurisch
        - Aghulisch (20.000)
        - Lesgisch (450.000)
        - Rutulisch (20.000)
        - Tabassaranisch (95.000)
        - Tsachurisch (20.000)

      - Schah-Dagh-Gruppe
        - Buduchisch (2.000)
        - Krysisch (6.000)

      - Udisch
        - Udisch (9.000)

      - Artschinisch
        - Artschinisch (1.000)

    - Chinalugisch
      - Chinalugisch (1.500)

## Externe Beziehungen der kaukasischen Sprachen
Wenn man von der Existenz mehrerer genetisch unabhängiger kaukasischer Sprachfamilien ausgeht, sind sämtliche Hypothesen, die sich auf eine Verwandtschaft einer anderen Sprachfamilie mit ‚dem Kaukasischen‘ als Ganzem beziehen, von vornherein auszuschließen. Damit könnte man 90 % aller Hypothesen und Spekulationen über externe genetische Beziehungen der kaukasischen Sprachen ohne weitere Diskussion ablehnen. Dennoch sollen hier wenigstens einige der wichtigeren Vorschläge tabellarisch aufgezählt werden, um die Kreativität zu beleuchten, die diesem Thema in den letzten hundertfünfzig Jahren gewidmet wurde:
| Forscher                                 | Jahr    | Hypothese – Sprachvergleich                   |
| ---------------------------------------- | ------- | --------------------------------------------- |
| Franz Bopp                               | 1847    | Kartwelisch ist indogermanisch                |
| François Lenormant                       | 1871    | Urartäisch – Kaukasisch                       |
| Archibald Henry Sayce                    | 1882    | Urartäisch – Kaukasisch                       |
| Fitz Hommel                              | 1884    | Alarodisch – Kaukasisch                       |
| Vilhelm Thomsen                          | 1899    | Etruskisch – Kaukasisch                       |
| Alfredo Trombetti                        | 1902    | Afroasiatisch – Kaukasisch                    |
| H. Winkler                               | 1907    | Elamisch – Kaukasisch                         |
| Nikolai Jakowlewitsch Marr               | 1908    | Semitisch – Kartwelisch                       |
| H. Winkler                               | 1909    | Baskisch – Altmediterran – Kaukasisch         |
| F. Bork                                  | 1924    | Sumerisch – Kaukasisch                        |
| Robert Bleichsteiner                     | 1930    | Burushaski – Kaukasisch                       |
| Emil Forrer u. a.                        | 1934    | Hattisch – Westkaukasisch                     |
| R. Lafon                                 | 1934    | Altmediterran – Kaukasisch                    |
| A. Pajazat                               | 1936    | Urartäisch – Sinotibetisch – Ostkaukasisch    |
| K. Bouda                                 | 1949    | Baskisch – Kaukasisch                         |
| K. Bouda                                 | 1950    | Tibetisch – Kaukasisch                        |
| Antonio Tovar                            | 1950    | Baskisch – Kaukasisch                         |
| R. Lafon                                 | 1951/52 | Baskisch – Kaukasisch                         |
| K. Bouda                                 | 1952/54 | Burushaski – Kaukasisch                       |
| J. Braun                                 | 1954    | Urartäisch – Kaukasisch                       |
| O.G. Tailleur                            | 1958    | Baskisch – Jenisseisch – Kaukasisch           |
| Wladislaw Markowitsch Illitsch-Switytsch | 1964ff  | Kartwelisch ist nostratisch                   |
| M. Cereteli                              | 1966    | Sumerisch – Kartwelisch                       |
| S. Mufti                                 | 1978    | Indogermanisch – Westkaukasisch               |
| Igor Michailowitsch Djakonow             | 1978    | Hurrisch-Urartäisch – Ostkaukasisch           |
| J. Braun                                 | 1981    | Baskisch – Kartwelisch                        |
| Sergei Anatoljewitsch Starostin          | 1982    | Jenisseisch – Nordkaukasisch                  |
| S.A. Starostin                           | 1984    | Sino-Tibetisch – Jenisseisch – Nordkaukasisch |
| S. Nikolajew                             | 1989    | Nordkaukasisch gehört zum Dene-Kaukasischen   |

Klimov äußert zu den meisten dieser Hypothesen: „Charakteristische Züge der erwähnten Arbeiten sind ungenügende Kenntnis der Spezialliteratur, ungenaue Aufzeichnung des verwendeten Materials, willkürliche Gliederung der Lexeme, fehlerhafte Rekonstruktion von Vorformen, nicht selten auch das Operieren mit nicht echt kaukasischem Sprachmaterial, …“(Lit.: Klimov, 1994).
Die baskisch-kaukasische Hypothese findet auch sonst in der seriösen kaukasologischen (Vogt, Dumezil, Deeters) und baskologischen Literatur (Lacombe, Etxaide, Mitxelena) deutliche Ablehnung; das baskische etymologische Lexikon von Löpelmann verzichtet völlig auf baskisch-kaukasische Gleichungen (Lit.: Löpelmann, 1968).

### Hurritisch und Urartäisch nordostkaukasisch?
Hurritisch und Urartäisch wurden in einem weiten Bereich vom Irak über Syrien bis in die Türkei und Armenien gesprochen. Ihre gegenseitige Verwandtschaft gilt heute als bestätigt, wobei beide aus einer gemeinsamen Quelle hervorgegangen sind. I.M. Djakonov legte 1978 eine Arbeit über eine Verwandtschaft des Hurritisch-Urartäischen (dessen genetische Einheit er maßgeblich belegt hatte) mit den nordostkaukasischen Sprachen vor. Einige hurritisch-nordostkaukasische Gleichungen Djakonovs (phonetisch vereinfacht, tschet. = tschetschenisch):
| Hurritisch | Bedeutung  | Nordostkaukasisch | Bedeutung |
| ---------- | ---------- | ----------------- | --------- |
| it         | gehen      | id (tschet.)      | laufen    |
| al-ay      | Herrin     | äla (tschet.)     | Fürst     |
| ker        | lang       | *q'är             | groß, alt |
| xil        | sprechen   | *χil              | sagen     |
| saw-ala    | Jahr       | *šaw-n            | Jahr      |
| seri       | Tag, Abend | seri (tschet.)    | Abend     |

Diese Hypothese wird heute als nicht unwahrscheinlich, aber auch noch nicht als gesichert betrachtet. Der Ansatz erscheint aber vielversprechend, vor allem, da durch Weiterarbeit am Proto-Nordostkaukasischen und die Auswertung bisher nicht berücksichtigter Inschriftfunde des Urartäischen und Hurritischen die Frage klärbar sein sollte. Dies gilt insbesondere, da aufgrund erhoffter reicher Inschriftfunde bei der Mitanni-Hauptstadt Washukanni erst jetzt begonnen wird, sie vertiefter und nicht nur wie bisher oberflächlich zu untersuchen.

### Hattisch nordwestkaukasisch?
Das Hattische (von den Hethitern hattili genannt) ist die älteste durch Texte belegte Sprache Anatoliens. Ihr Verbreitungsgebiet umfasste vor dem Eindringen der indogermanischen Hethiter, Palaer und Luwier ganz Zentral- und Nordanatolien bis zur Schwarzmeerküste und Teile Kappadokiens; es ist um 1500 v. Chr. als gesprochene Sprache ausgestorben.
Das Hattische ist möglicherweise mit den nordwestkaukasischen Sprachen verwandt (Forrer 1934). Allerdings sind die gesicherten lexikalischen Kenntnisse des Hattischen so gering, dass daraus keine weitreichenden Schlüsse gezogen werden können. Oğuz Soysal kommt in seiner Untersuchung zum Hattischen zum Ergebnis, dass die vorgebrachten hattisch-kaukasischen Wortgleichungen „voreilig und verfehlt“ sind, da sie größtenteils auf unkorrekten Lesungen, unsicheren Ermittlungen der hattischen Wortstämme, falschen oder weithergeholten semantischen Interpretationen zu hattischen Wortbedeutungen und Misskombinationen beruhen.

### Hypothese der nostratischen und dene-kaukasischen Makrofamilie
Illich-Svitych und Dolgopolsky sind seit 1964 die Hauptvertreter einer sog. nostratischen Makrofamilie, die die Sprachfamilien Indogermanisch, Uralisch, Altaisch, Kartwelisch, Dravidisch (und früher auch Afroasiatisch) vereinen soll. Eine aktuelle Darstellung ist Dolgopolsky 1998. Für die kaukasischen Sprachen ist diese These insofern relevant, als das Kartwelische ein Bestandteil dieser Makrofamilie sein soll. Dolgopolsky bringt insgesamt 124 nostratische Gleichungen, davon enthalten nur 32 kartwelisches Material, von denen etliche für ihn selbst fraglich sind. Zitiert werden in der Regel keine rekonstruierten ur-kartwelischen Formen, sondern heutiges einzelsprachliches Material. Es ist also sehr verständlich, dass die meisten Kaukasologen der nostratischen Hypothese skeptisch bis ablehnend gegenüberstehen.

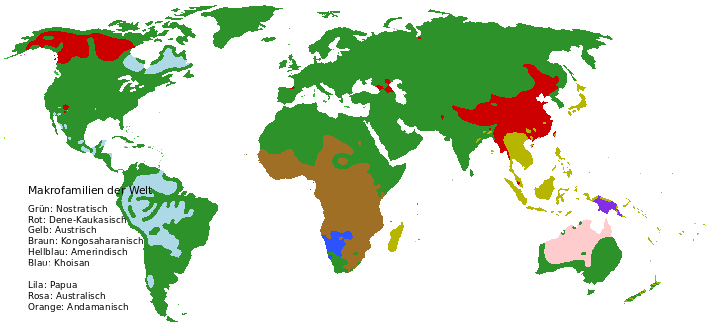
Dene-kaukasische Makrofamilie
Nostratische Makrofamilie

Noch knapper und deutlicher fällt mehrheitlich die Zurückweisung der sino-kaukasischen Makrofamilie aus, die Starostin 1984 begründete. Dabei geht er von einer genetischen Beziehung des – als Einheit aufgefassten – Nordkaukasischen mit dem sibirischen Jenisseischen und dem Sinotibetischen aus, die auf seinen Rekonstruktionen der jeweiligen Protosprachen beruht. Später wurde diese Makrofamilie um einige altorientalische Komponenten (Hurritisch-Urartäisch, Hattisch u. a.), das Baskische und durch Nikolajev 1988 um die nordamerikanischen Na-Dené-Sprachen zur dene-kaukausischen Makrofamilie erweitert.
Die Zukunft wird zeigen, ob und wieweit in den nostratischen und dene-kaukasischen Hypothesen noch Potential für externe Beziehungen der kaukasischen Sprachen steckt.

## Gemeinsame typologische Merkmale
Obwohl eine genetische Zusammengehörigkeit aller drei Sprachfamilien heute allgemein verneint wird, gibt es typologische Merkmale, die allen drei Familien eigen sind: Das Vorhandensein ejektiver und uvularer Konsonanten sowie das grammatische Phänomen der Ergativität. Diese gemeinsamen Merkmale sind aber auch in vielen anderen Sprachgruppen anzutreffen und bei den kaukasischen Sprachen möglicherweise auf einen lang andauernden Sprachkontakt zurückzuführen (siehe auch Arealtypologie).

## Alphabete für kaukasische Sprachen

### Georgisches Alphabet
Mit der Christianisierung der Kaukasusregion im 4. bis 5. Jahrhundert wurden erstmals die einheimischen Sprachen in Armenien, in Georgien und im kaukasischen Albanien in eigens entwickelten Schriften aufgezeichnet. Für das Georgische – die mit Abstand bedeutendste kaukasische Schriftsprache – wurden dabei drei Schriften in der folgenden Reihenfolge entwickelt: mrglovani (gerundet) oder asomtavruli (Großbuchstaben), nusxa-xucuri (kirchliche Kleinbuchstaben) und mxedruli (kriegerisch). Die erstgenannte Schrift wird heute nicht mehr verwendet und die zweitgenannte nur noch im liturgischen Bereich. Heute wird Georgisch in der jüngsten der drei Schriften (Mchedruli-Alphabet) geschrieben. Daneben wurde die georgische Schrift bis zur Ablösung durch die arabische Schrift im 15. Jahrhundert auch für das Awarische verwendet.

### Alwanisches Alphabet
Aufgrund von Schriftfunden (Palimpseste) christlicher Texte im Katharinenkloster auf dem Sinai in den 1990er Jahren und bisher bekannter weniger Inschriftenreste (z. B. von Mingetschaur) des 3. bis 9. Jahrhunderts im Gebiet des früheren christlichen, zeitweise Armenien unterworfenen Kaukasus-Königreiches Albania (auch Alwan, Aluan oder Aghwan genannt) dürfte die älteste kaukasische Schriftsprache allerdings das Alwanische sein. Es ist mit großer Wahrscheinlichkeit eine Frühform des Udischen und gehört zu den nordostkaukasischen Sprachen. Die alwanische Schrift wurde aufgrund (problematischer) armenischer Überlieferungen von Mesrop Maschtoz (362–440) geschaffen und dürfte bis etwa ins 11. Jahrhundert verwendet worden sein. Die zurzeit noch nicht ganz abgeschlossene vollständige Entzifferung dieser Alphabetschrift wird sicher in den kommenden Jahren einen wichtigen Beitrag zur Aufhellung der Sprachentwicklung des Nordostkaukasischen und seiner Beziehungen zu anderen Sprachfamilien im Kaukasus und darüber hinaus leisten.
Im Juni 2014 wurde die Schrift im Standard Unicode 7.0 als Unicodeblock Alwanisch (U+10530–U+1056F) aufgenommen.

### Abchasische Alphabete
Ein speziell kompliziertes Verhältnis zwischen Sprache und der zur Wiedergabe verwendeten Schrift weist das Abchasische auf. Ab 1862 wurde eine speziell für das Abchasische entwickelte Schrift des Russen Peter von Uslar verwendet. Ab 1909 wurde eine weitere 55 Zeichen umfassende separate Schrift eingesetzt, die dann 1926 durch das kompliziertere 75 Zeichen umfassende Alphabet des Georgiers und Schotten Nikolai Marr ersetzt wurde. Zwei Jahre später wurde das lateinische Alphabet eingeführt und 1936–1938 dann die georgische Schrift. Seit 1954 wurde Abchasisch in kyrillischer Schrift geschrieben. Zurzeit wird wegen der offensichtlichen Mängel zur Wiedergabe aller abchasischen Laute die Wiedereinführung des lateinischen Alphabetes erwogen.

### Weitere Alphabetisierungen
Außer diesen Sprachen wurden weitere zehn kaukasische Sprachen zu Schriftsprachen ausgebaut, alle jedoch erst im 19. oder 20. Jahrhundert. Für die Verschriftlichung dieser Sprachen wurden das georgische Alphabet, sowie das arabische, hebräische (für Judäo-Georgisch), lateinische und kyrillische Alphabet verwendet.